# Стара механа у Великом Селу
Стара механа у Великом Селу, општина Палилула, подигнута је у првој половини 19. века. Заштићена је као споменик културе од 2001. године.

## Положај и изглед
Стара механа се налази у улици Београдска бб у београдском насељу Велико Село у општини Палилула. Подигнута је током интензивне трговачке размене са Аустријом, у 19. веку. Механа представља симбиозу моравске и војвођанске сеоске куће. Карактеристична је по томе што је управо комбинација два опречна, али територијално блиска типа народне архитектуре. Такође, претеча је и прекретница у формирању новије сеоске куће која ће доминирати у Србији крајем XIX и 20. века.
Механа је бондручне конструкције са испуном од камена и ћерпича. Покривена је бибер црепом. Основа је у облику латиничног слова „L”. Грађевина је подељена на кухињу, оставу, малу и велику кафанску салу, фуруну и две собе за преноћиште. Две собе за преноћиште су од остатка одвојене попречним ходником. Јужни део зграде има спрат, а северни део је приземан. У једном делу грађевине налази се подрум. На главној, јужној страни механе, налази се пространи аркадни трем са угаоним доксатом.
Од моравског стила преузета је просторна диспозиција, подрум у паду терена, обрада и план јужне фасаде са угаоним доксатом и аркадним тремом. Са друге стране, од војвођанског стила прихваћена је основа у облику латиничног слова „L”, вертикална подела источне фасаде, висок кров покривен бибер црепом и прозори у низу.